# Nogueira (Braga)
Nogueira era una freguesia portuguesa del municipio de Braga, distrito de Braga.

## Historia
Nogueira, que hasta 1891 incluía el territorio de la de Arcos, fue suprimida el 28 de enero de 2013, en aplicación de una resolución de la Asamblea de la República portuguesa promulgada el 16 de enero de 2013 al unirse con las freguesias de Fraião y Lamaçães, formando la nueva freguesia de Nogueira, Fraião e Lamaçães.

## Patrimonio
En el territorio de esta freguesia se encuentran los restos del castro del Monte de Santa Marta das Cortiças, importante núcleo habitacional y de defensa de los brácaros, luego ocupado por los romanos.